# 堺奉行
堺奉行（さかいぶぎょう）は、江戸幕府が江戸以外の幕府直轄領内の重要な場所に置いた遠国奉行の一つで、堺および和泉・河内両国の幕府直轄領を統治した。前身は中世に設けられた堺政所（さかいまんどころ）である。堺奉行は老中支配の元に置かれ、城中では芙蓉の間席で奈良奉行の次席。配下は与力10騎・同心50人（一時与力6騎・同心40人となる）、足高は役高1000石・役料現米600石であった。
役務は、堺に出入する船舶とその荷物の点検、防備および和泉の政務であった。小事は堺奉行が取計らうが、入り込んでいる事態は大坂町奉行へその対処を任せた。

## 歴史
中世、堺は会合衆らの自治により統治されてきたが、堺を勢力下に収めた織田信長は、商業・貿易の要地である堺を統治するため、1570年に松井友閑を堺政所に任じたが、これが堺奉行の前身となる。豊臣秀吉の下で、石田三成も堺政所を務めていた。
1600年、徳川家康が成瀬正成、米津親勝、細井政成を堺政所に任じ、これが後の堺奉行へと続く。原則として奉行は一人であるが、元和の頃まで兼務なども含め、複数人が奉行として存在したようである。1614年に堺は幕府の直轄下となった。
1615年の大坂夏の陣で全焼した堺の復興の際には、堺奉行を兼務していた長崎奉行の長谷川藤広が、地割奉行風間六右衛門に命じて復興・区画整理（元和の町割り）を行った。1618年に堺政所から堺奉行に改称した。
堺奉行の存在感は、一時喜多見勝忠が摂河泉の奉行を兼ねるなど大きかったものの、大坂への経済集中と新大和川開削以後の堺浦の滞砂現象による港の衰退が重なって、重要性が相対的に衰退していった。それに伴い堺奉行の地位は低下していき、和泉・河内の天領に対しては刑事と一部の公事のみを管轄するのみとなった。
1696年2月には、堺奉行が廃止され、堺は大坂町奉行の管轄となった。その後1702年11月に堺奉行が再設置されたものの、引き続き大坂町奉行の指揮下に置かれて、与力6騎、同心40人に削減された。1711年になって旧制の10騎・50人体制に復帰した。なお、天保年間には堺奉行は大坂町奉行へのステップとなり、矢部定謙、跡部良弼、久世広正などがこのコースを辿っている。
1867年8月、慶応の改革によって堺奉行が再び廃止され、堺は大坂町奉行の管轄となった。しかし、明治維新直後に、大阪裁判所（大阪府の前身）が堺奉行所跡に出張所を設置し、程なく堺役所と改称。そして、1868年6月に大阪府から分離するかたちで堺県が発足すると堺役所がそのまま堺県庁となった。
1881年2月、堺県が廃止され、堺は再び大阪府に編入された。もと堺奉行所跡にはその後も1889年の市制施行から1944年の堺東移転まで堺市役所が設置されていた。

## 所在地
当初の場所は不明だが、元和の町割り以後は車之町東2・3丁と櫛屋町東2・3丁にまたがる場所にあった。堺市立殿馬場中学校の名に残る「殿馬場（とのばば）」の地名は、奉行が乗馬の訓練を行った場所であることからきている。

## 就任者
1. 松井友閑（1570年）
2. 石田三成（1586年）
3. 小西寿徳（1586年）[1]
4. 成瀬正成（1600年 - 1607年）
5. 細井政成（1600年 - 1613年）
6. 米津親勝（1600年 - 1613年）
7. 朝倉宣正（1613年）
8. 芝山正親（1614年）
9. 長谷川藤広（1614年 - 1617年）
10. 喜多見勝忠（1616年 - 1627年）
11. 嶋田直時（1628年 - 1629年）
12. 水野守信（1629年 - 1632年）
13. 石河勝正（1633年 - 1652年）
14. 石河利正（1652年 - 1664年）
15. 水野元重（1664年 - 1681年）
16. 稲垣重氏（1681年 - 1688年）
17. 佐久間信就（1688年 - 1696年）
18. 天野重義（1702年 - 1705年）
19. 桑山一慶（1706年 - 1711年）
20. 浅野長恒（1711年 - 1729年）
21. 水谷勝比（1729年 - 1742年）
22. 山田利信（1742年 - 1747年）
23. 稲生正甫（1747年 - 1756年）
24. 池田政倫（1756年 - 1758年）
25. 小笠原信用（1758年 - 1760年）
26. 坂部明之（1760年 - 1772年）
27. 石野範至（1772年 - 1777年）
28. 佐野政親（1777年 - 1781年）
29. 山崎正祥（1781年 - 1784年）
30. 贄正寿（1784年 - 1796年）
31. 成瀬正定（1796年 - 1797年）
32. 仙石政寅（1797年 - 1800年）
33. 矢部定令（1800年 - 1807年）
34. 土屋廉直（1807年 - 1809年）
35. 黒川盛匡（1809年 - 1811年）
36. 依田政明（1811年 - 1813年）
37. 松浦忠（1813年 - 1815年）
38. 小菅正容（1815年 - 1816年）
39. 三宅康哉（1817年 - 1819年）
40. 松平正卜（1820年 - 1823年）
41. 水野信之（1823年 - 1829年）
42. 久世広正（1829年 - 1831年）
43. 矢部定謙（1831年 - 1833年）
44. 跡部良弼（1833年 - 1836年）
45. 曲淵景山（1836年 - 1841年）
46. 水野忠一（1841年 - 1842年）
47. 伊奈斯綏（1842年 - 1843年）
48. 永井尚徳（1843年 - 1844年）
49. 牧野成綱（1845年）
50. 柴田康直（1845年 - 1847年）
51. 中野長風（1847年 - 1849年）
52. 石谷穆清（1849年 - 1852年）
53. 川村修就（1852年 - 1854年）
54. 関行篤（1854年 - 1858年）
55. 一色直温（1858年）
56. 駒井信義（1858年 - 1863年）
57. 鳥居忠善（1863年 - 1864年）
58. 滝川元以（1864年）
59. 長井昌言（1864年 - 1865年）
60. 池野好謙（1865年 - 1867年）